# Diogenidae
Diogenidae là một họ cua ẩn sĩ, đôi khi còn được gọi là "cua ẩn sĩ thuận tay trái" (tiếng Anh: left-handed hermit crabs) vì trái ngược với hầu hết các loài cua ẩn sĩ khác, chela (móng vuốt) bên trái của nó to hơn thay vì bên phải.

## Các chi
Họ này được ghi nhận bao gồm 429 loài còn tồn tại, cộng thêm 46 loài đã tuyệt chủng, khiến nó trở thành họ cua ẩn sĩ biển lớn thứ hai, chỉ sau họ Paguridae.
- Allodardanus Haig & Provenzano, 1965
- Aniculus Dana, 1852
- Areopaguristes Rahayu & McLaughlin, 2010
- †Annuntidiogenes Fraaije, Van Bakel, Jagt & Artal, 2008
- Bathynarius Forest, 1989
- Calcinus Dana, 1851
- Cancellus H. Milne-Edwards, 1836
- Ciliopagurus Forest, 1995
- Clibanarius Dana, 1852
- Dardanus Paul'son, 1875
- Diogenes Dana, 1851
- †Eocalcinus Vía, 1959
- Isocheles Stimpson, 1858
- Loxopagurus Forest, 1964
- Paguristes Dana, 1851
- Paguropsis Henderson, 1888
- †Parapaguristes Bishop, 1986
- Petrochirus Stimpson, 1858
- Pseudopaguristes McLaughlin, 2002
- Pseudopagurus Forest, 1952
- Stratiotes Thomson, 1899 – see Areopaguristes
- †Striadiogenes Garassino, De Angeli & Pasini, 2009
- Strigopagurus Forest, 1995
- Tisea Morgan & Forest, 1991
- Trizopagurus Forest, 1952

## Hình ảnh

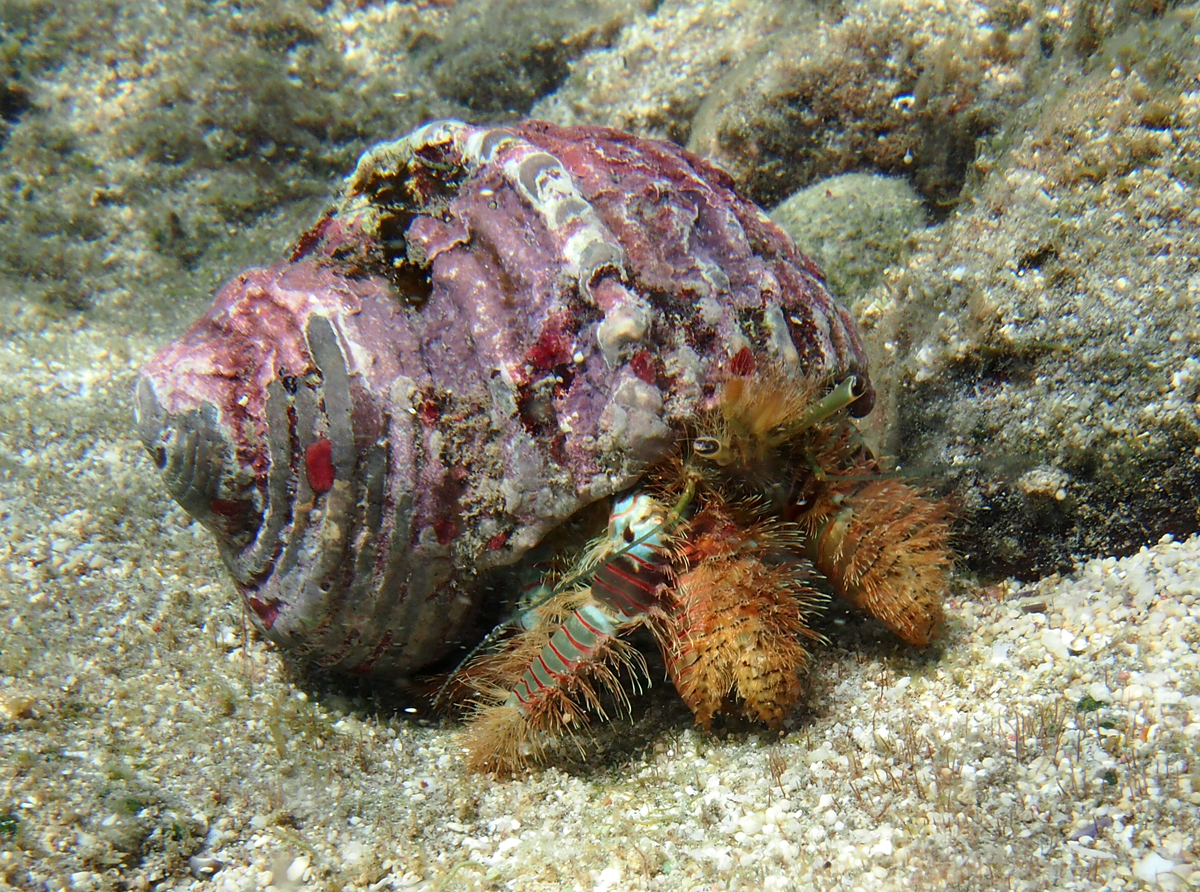
Aniculus ursus
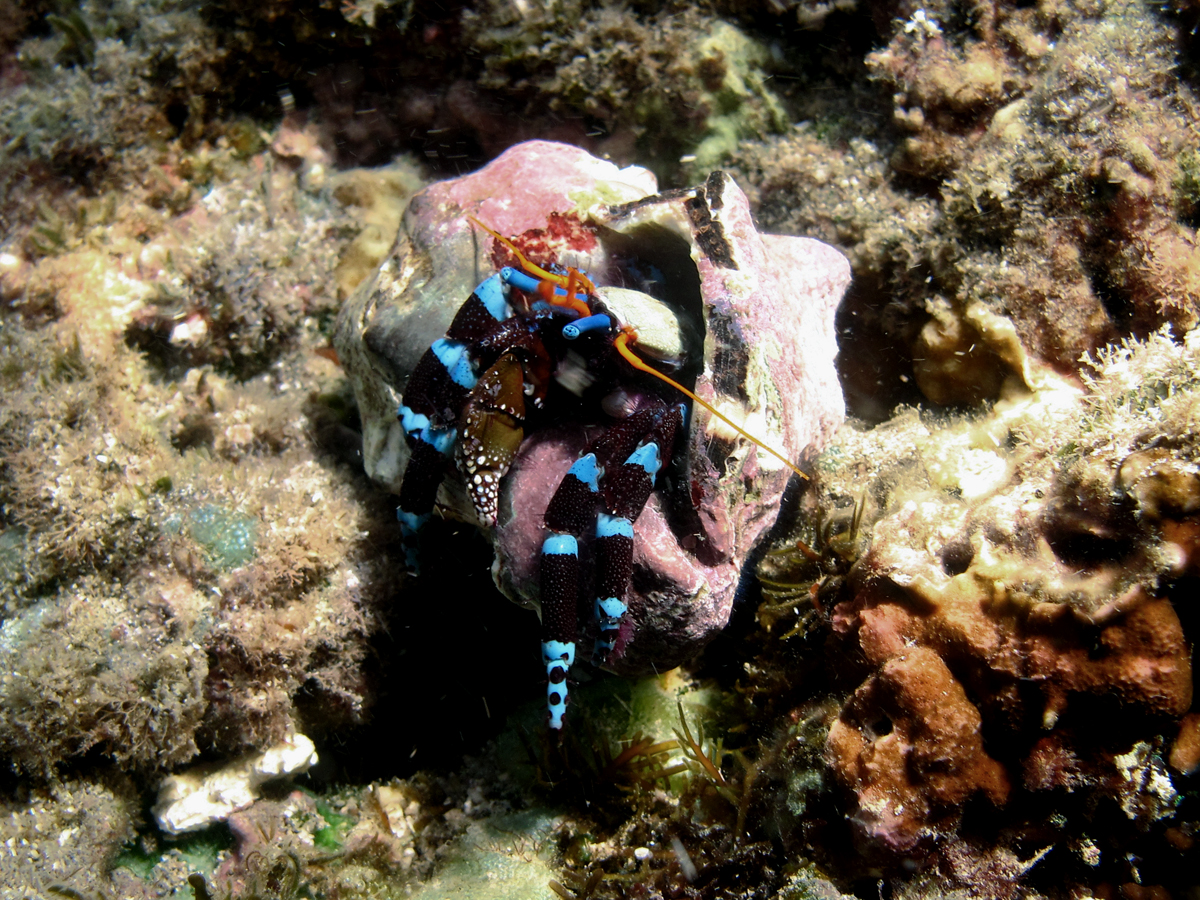
Calcinus elegans
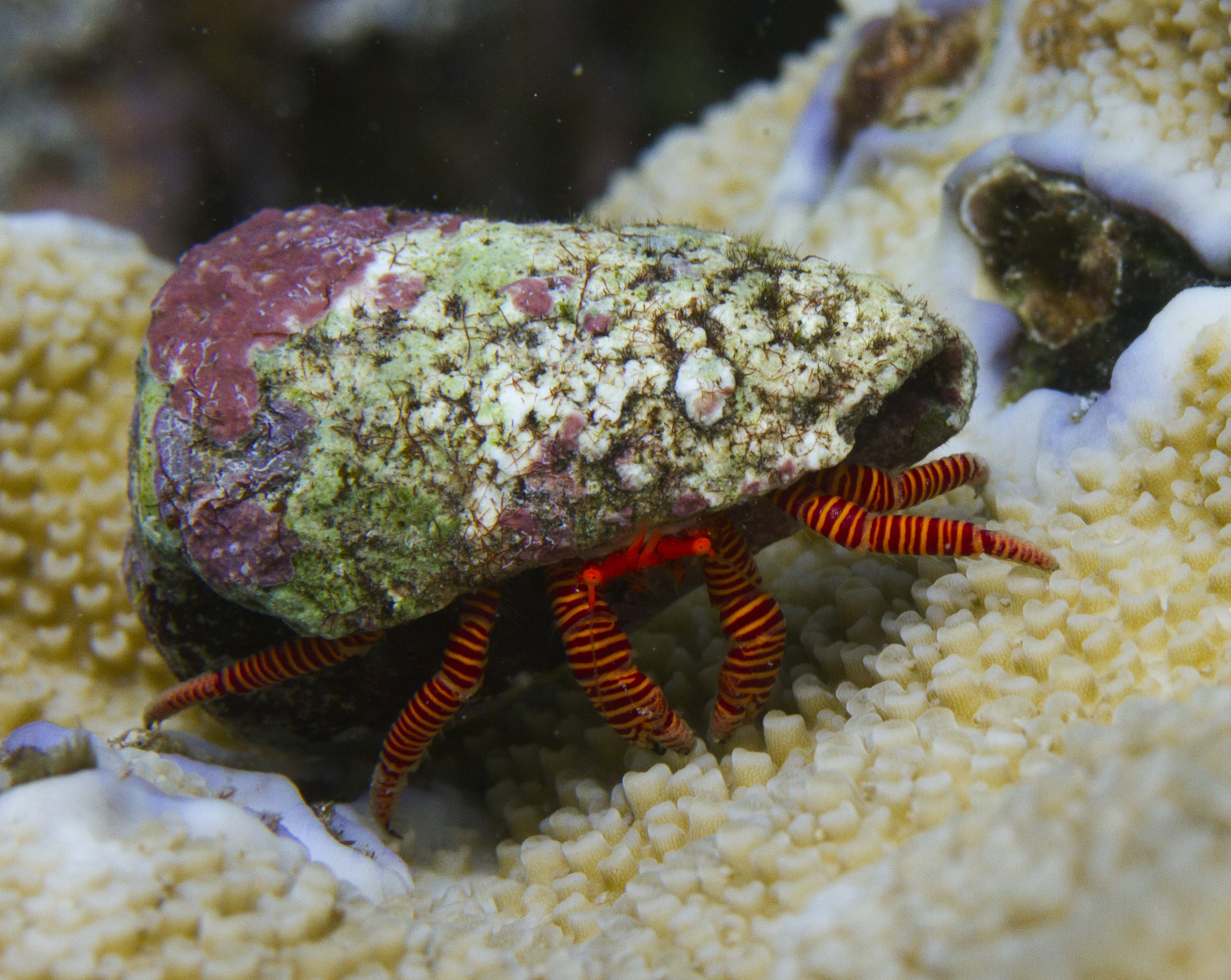
Ciliopagurus strigatus
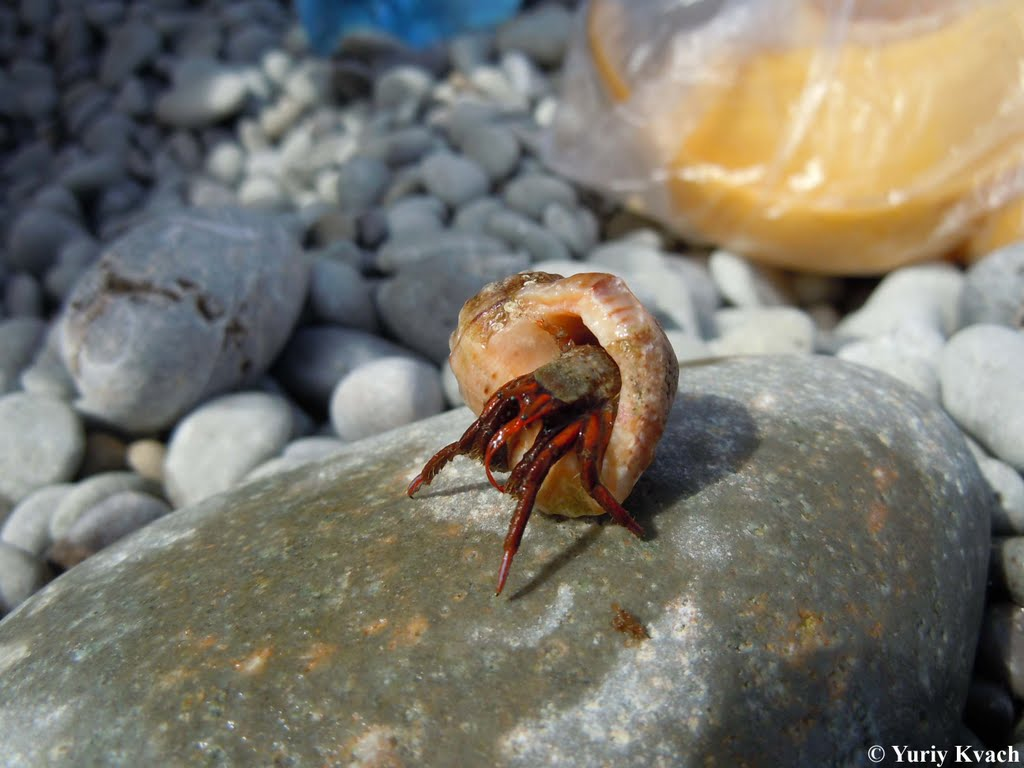
Clibanarius erythropus
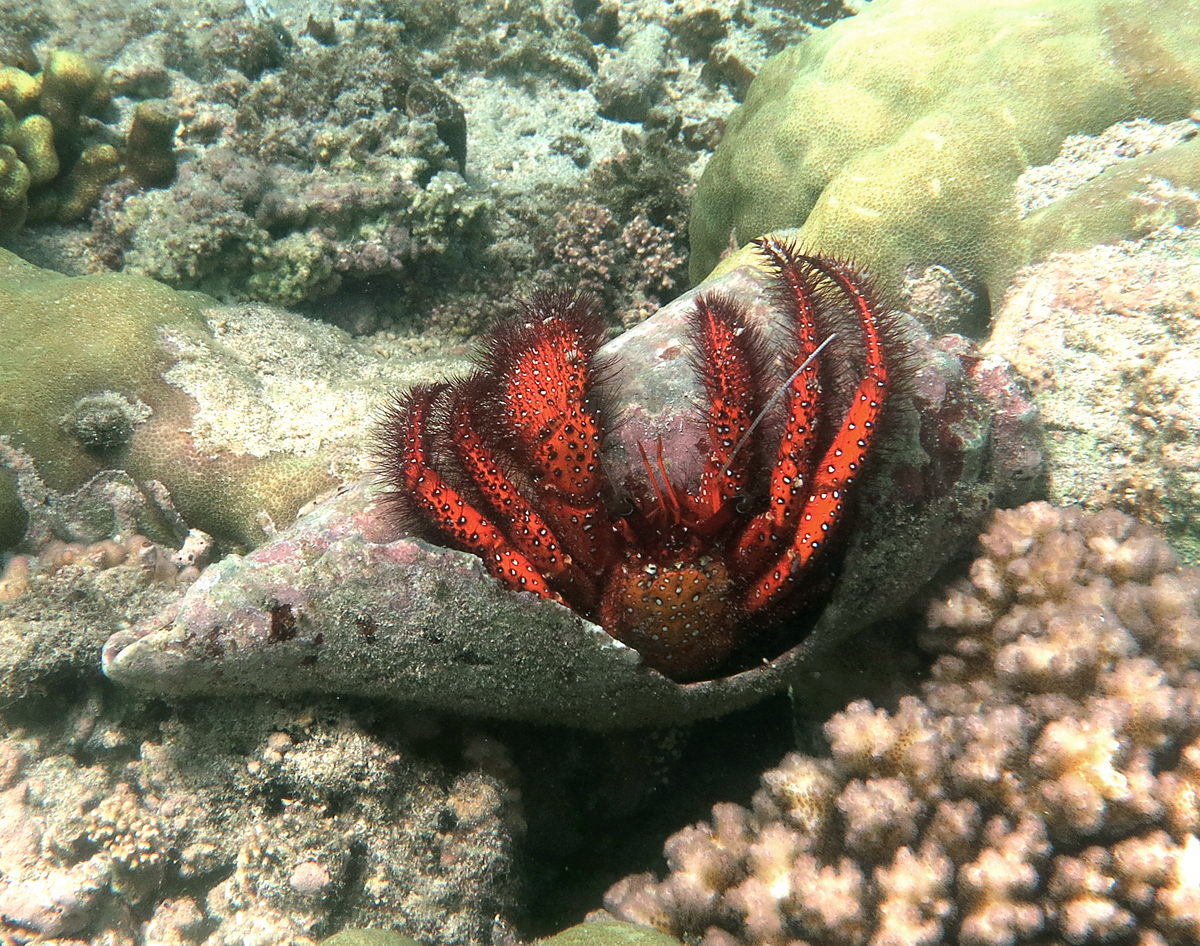
Dardanus megistos
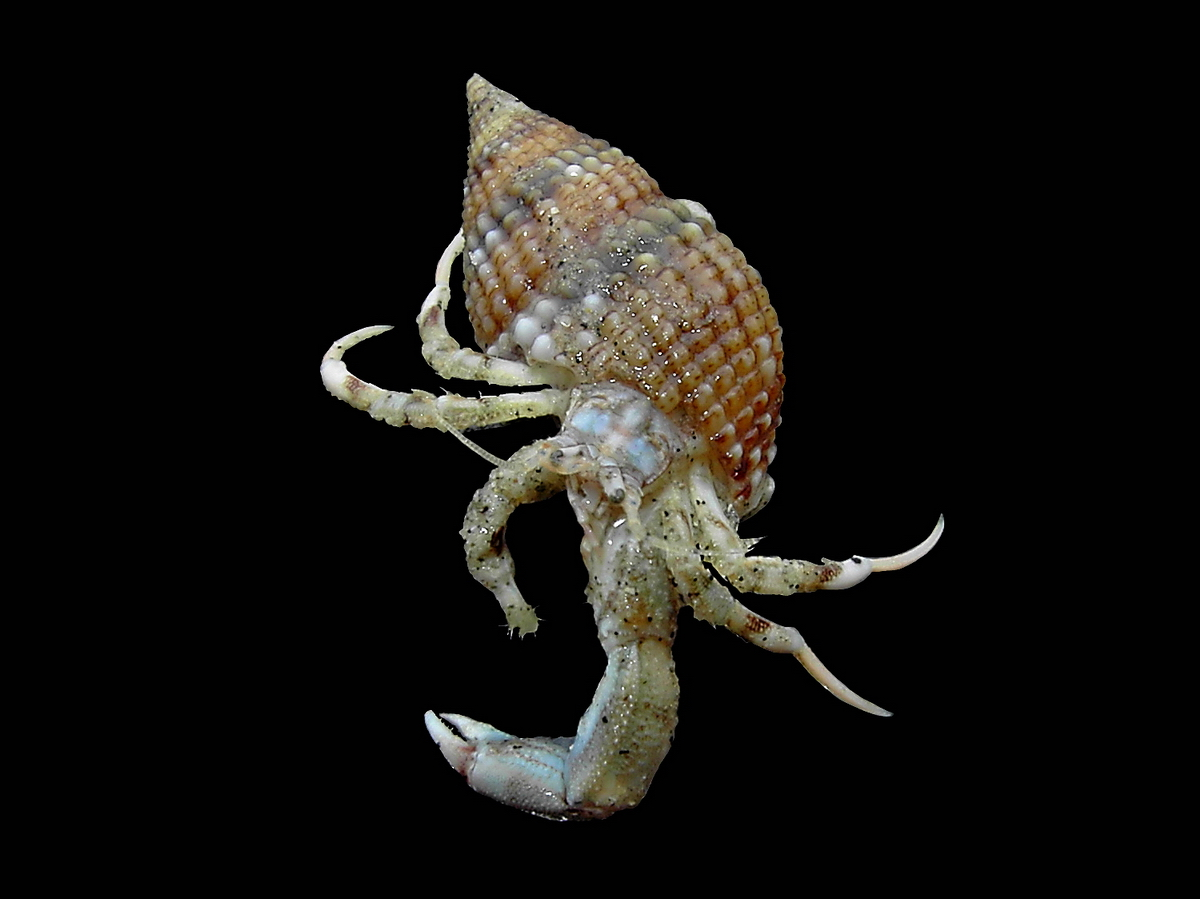
Diogenes pugilator
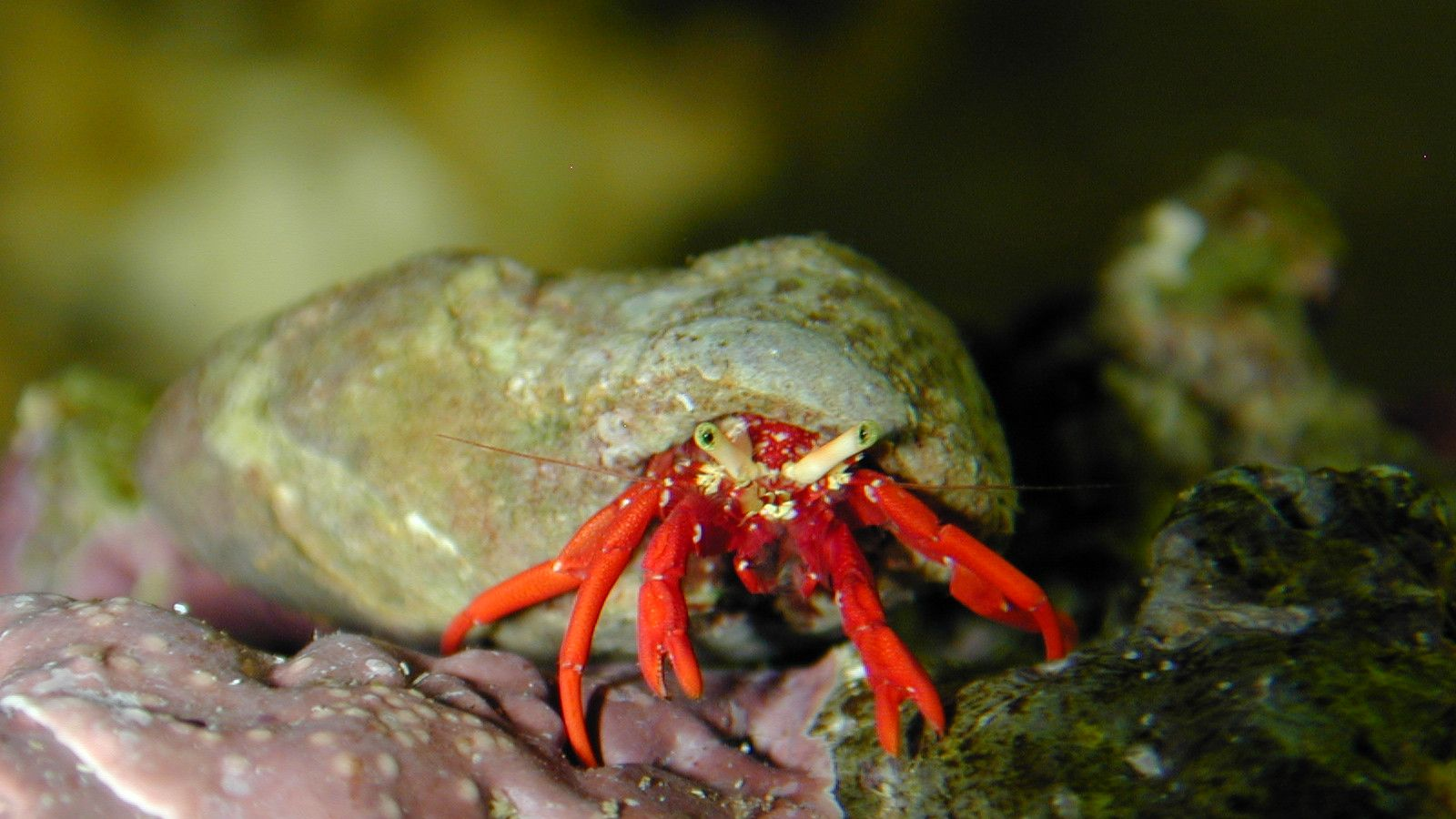
Paguristes cadenati
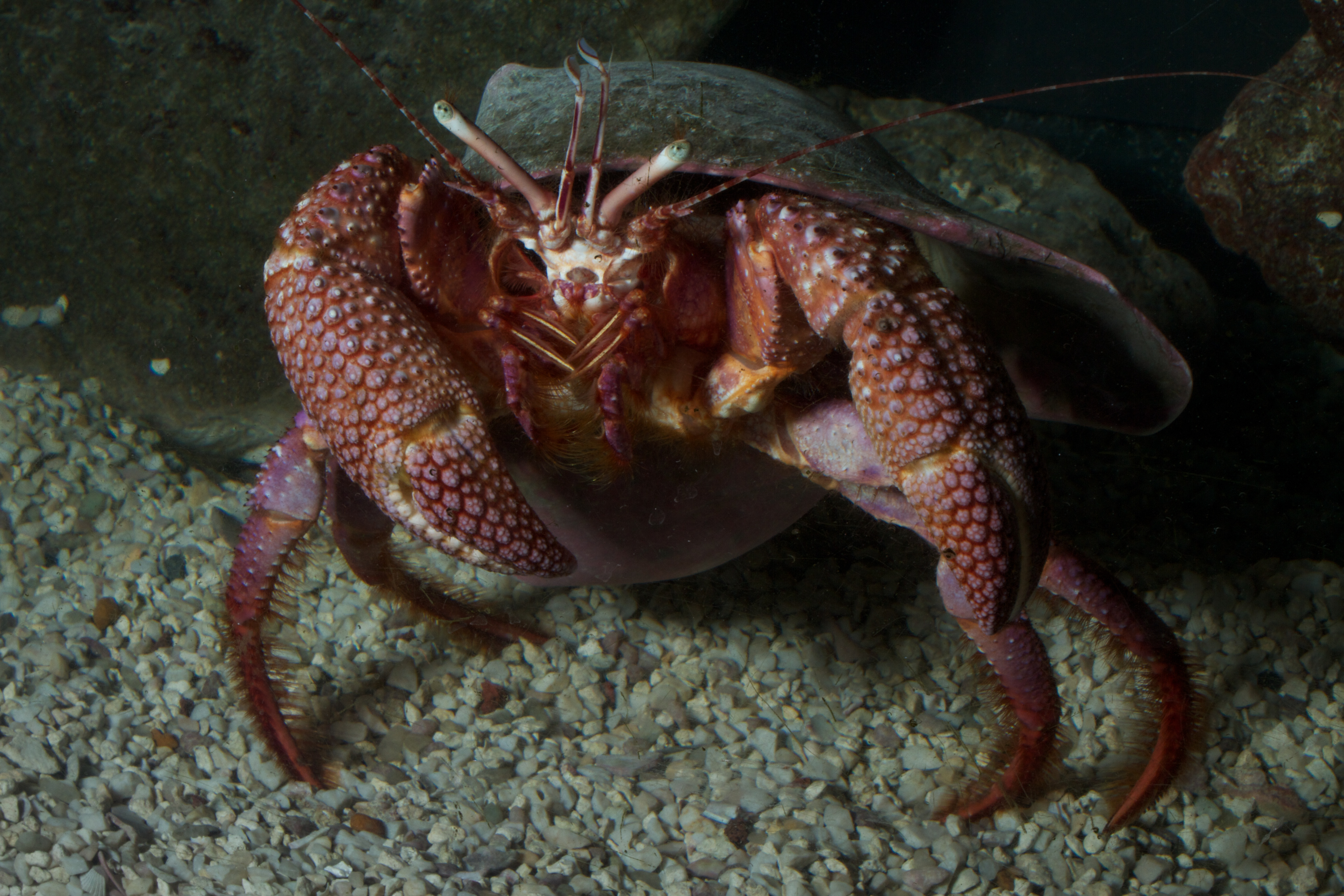
Petrochirus diogenes
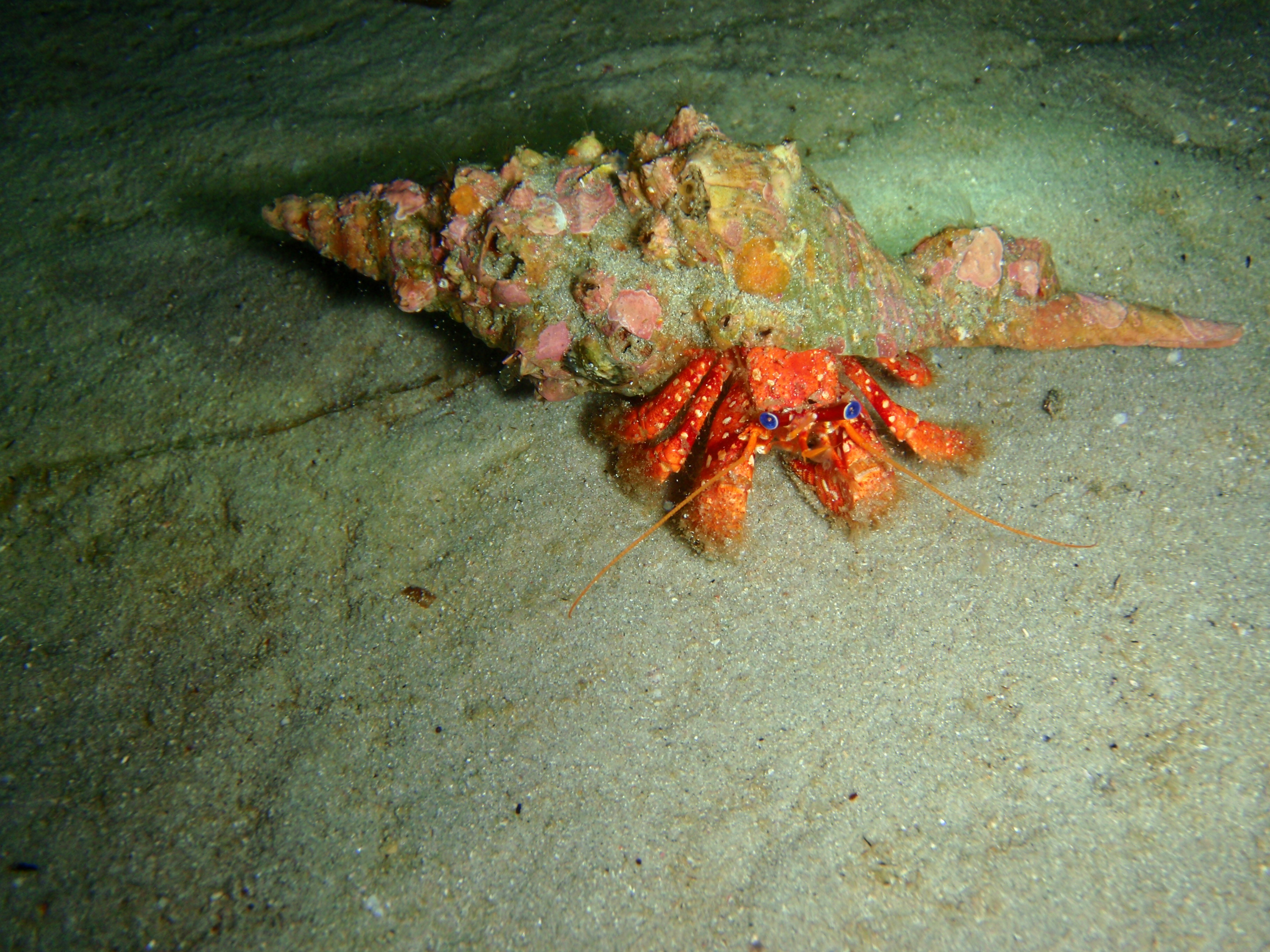
Strigopagurus strigimanus